# رابط برنامه‌نویسی داس
رابط برنامه‌نوسی نرم‌افزار DOS (به انگلیسی: MS-DOS API)، یک رابط برنامه‌نویسی نرم‌افزار است که در اصل برای برای سیستم‌عامل‌های MS-DOS و PC-DOS نوشته شده و بعدها به وسیلهٔ سیستم‌عامل‌های DOS. یبشتر فراخوانی‌ها در این رابط برنامه‌نویسی با تماس گرفتن با وقفه نرم‌افزاری ۲۱h همان INT 21h انجام می‌پذیرد.

## خدمات معمول و رایج DOS
تعدادی از خدمات ساده DOS (تا نسخه ۲/۰)
| زیردستور | کاری که انجام می‌دهد                         | پارامترها                                               | خروجی                               |
| -------- | ------------------------------------------- | ------------------------------------------------------- | ----------------------------------- |
| AH = ۰۰  | به پایان رساندن برنامه                      |                                                         | هرگز                                |
| AH = ۰۱  | خواندن یک نویسه (کارکتر) از ورودی استاندارد |                                                         | نویسهٔ خوانده شده در AL ریخته می‌شود. |
| AH = ۰۲  | نوشتن یک نویسه (کارکتر) در خروجی استاندارد  | کارکتری که باید نوشته شود از DL فراخوانی می‌شود.         |                                     |
| AH = ۰۹  | نوشتن یک رشته (در خروجی)                    | DS:DX اشاره‌گر به رشته‌ای که با علامت '$' به پایان می‌رسد. |                                     |